# Sergiño Dest
Sergiño Gianni Dest (Almere, Països Baixos, 3 de novembre de 2000) és un futbolista professional estatunidenc d'origen neerlandès que juga com a lateral al PSV de l'Eredivisie, i a la selecció de futbol dels Estats Units.

## Carrera de club

### AFC Ajax
Dest va jugar amb el planter de l'Almere City FC fins al 2012, quan va canviar cap al planter de l'Ajax. Després de progressar a través de les categories inferiors del club, va debutar el 15 d'octubre de 2018 amb el Jong Ajax, en una derrota per 2–1 contra el Jong PSV. Dest va impressionar durant la temporada 2018–19, fent 17 aparicions a l'Eerste Divisie, amb un gol i dues assistències. També va fer un gol i dues assistències en set partits a la prestigiosa Lliga Juvenil de la UEFA.
El 27 de juliol de 2019, Dest va debutar per l'AFC Ajax en partit oficial, com a titular en un partit de la Supercopa neerlandesa de futbol de 2019, un derbi contra el PSV Eindhoven. L'Ajax va guanyar el partit per 2–0, i en conseqüència, el títol. El 10 d'agost de 2019, Dest va debutar a l'Eredivisie, substituint Noussair Mazraoui en el minut 54 d'una victòria de l'Ajax per 5–0 a casa contra l'FC Emmen. També va entrar com a substitut en els partits de la fase prèvia de la Lliga de Campions contra el PAOK i l'APOEL. Al setembre, Dest va ascendir oficialment a la plantilla del primer equip de l'Ajax. El 17 de setembre del 2019 va debutar a la Lliga de Campions contra el Lille OSC, partit que l'Ajax va guanyar per 3-0. Dest va acabar la seva primera temporada professional amb 35 aparicions en les quals va marcar dos gols, tots dos al partit de Copa contra el Telstar.

### FC Barcelona
L'1 d'octubre de 2020, Dest va ser traspassat al FC Barcelona per 21 milions d'euros fixos més 5 milions d'euros més en variables. Va signar un contracte de cinc anys amb una clàusula de rescissió de 400 milions d'euros. Dest va debutar amb el FC Barcelona el 4 d'octubre, entrant al minut 75 en lloc de Jordi Alba en un empat 1–1 contra el Sevilla FC. D'aquesta manera, Dest va esdevernir el primer estatunidenc en jugar amb el Barça en partit de lliga. El 20 d'octubre va assolir una altra fita, essent el primer estatunidenc en jugar amb el Barça en partit de Lliga de Campions de la UEFA. Posteriorment aquell mes Dest va ser el primer estatunidenc en disputar un clàssic; el Barça hi va perdre per 1–3 contra el Reial Madrid però l'actuació de Dest va ser molt ben valorada. El 24 de novembre de 2020, Dest va marcar el primer gol pel Barcelona en una victòria per 4–0 a fora contra l'FC Dinamo de Kíev a la fase de grups de la Champions League. D'aquesta manera, Dest fou el primer estatunidenc en marcar un gol professional pel club. El 21 de març de 2021, va marcar un doblet en una victòria a fora per 1-6 contra la Reial Societat.

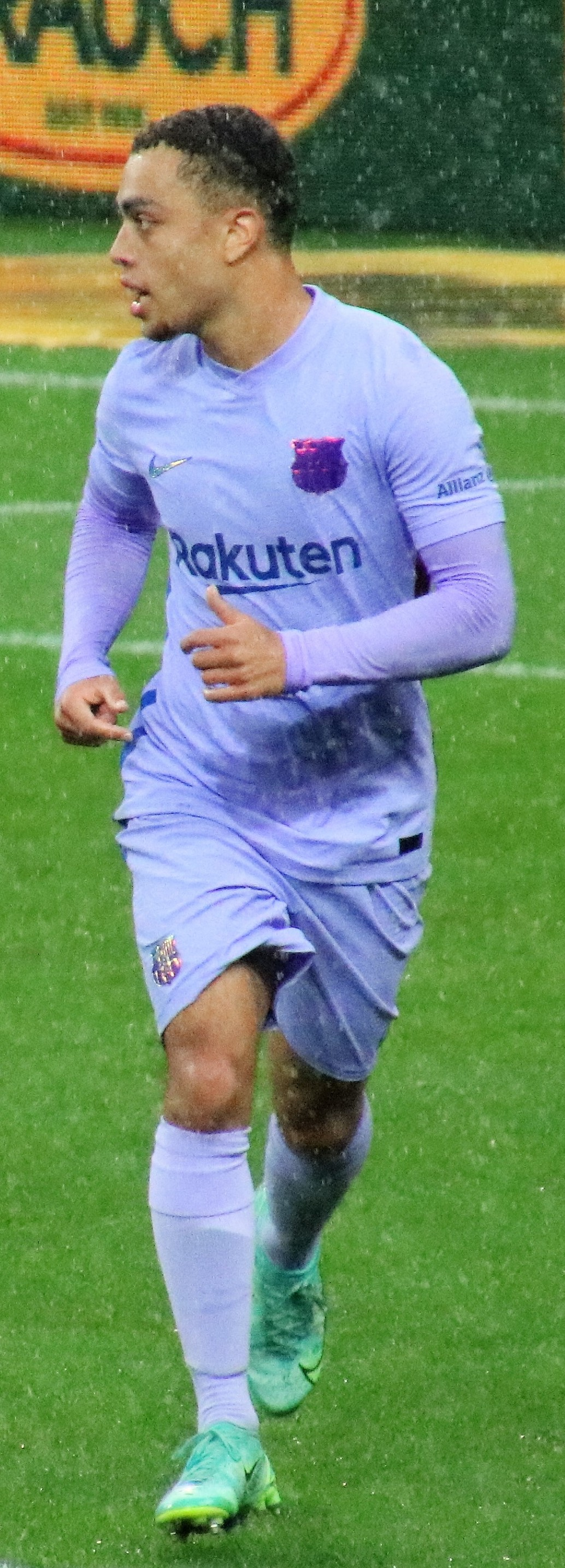
Dest jugant amb el Barça el 2021

### Cessió a l'AC Milan
El dia 1 de setembre de 2022, Dest fou cedit a l'AC Milan per un any, amb opció de compra de 20 milions d'euros. Dest va debutar a la Serie A el 17 de setembre, en partit contra la SSC Napoli. Hi va entrar a la mitja part, en substitució de Davide Calabria.

### PSV
El 21 d'agost de 2023, Dest va fitxar pel club de l'Eredivisie PSV amb un contracte de cessió per tota la temporada. L'abril de 2024, va patir una lesió del lligament encreuat anterior que va fer acabar prematurament la seva temporada, tot i que va formar part de la campanya que va acabar guanyant l'Eredivisie 2023–24. El juny de 2024 va ser traspassat definitivament al club neerlandès.

## Palmarès

### Club
Ajax
- Johan Cruyff Shield: 2019[3]

FC Barcelona
- Copa del Rei: 2020–21[24]

PSV Eindhoven
- Eredivisie: 2023–24

### Selecció estatunidenca
- 3 Lligues de les Nacions de la CONCACAF: 2019–20, 2022–23, 2023–24
- Campionat de la CONCACAF sub-20: 2018